# Conservatoire de Paris

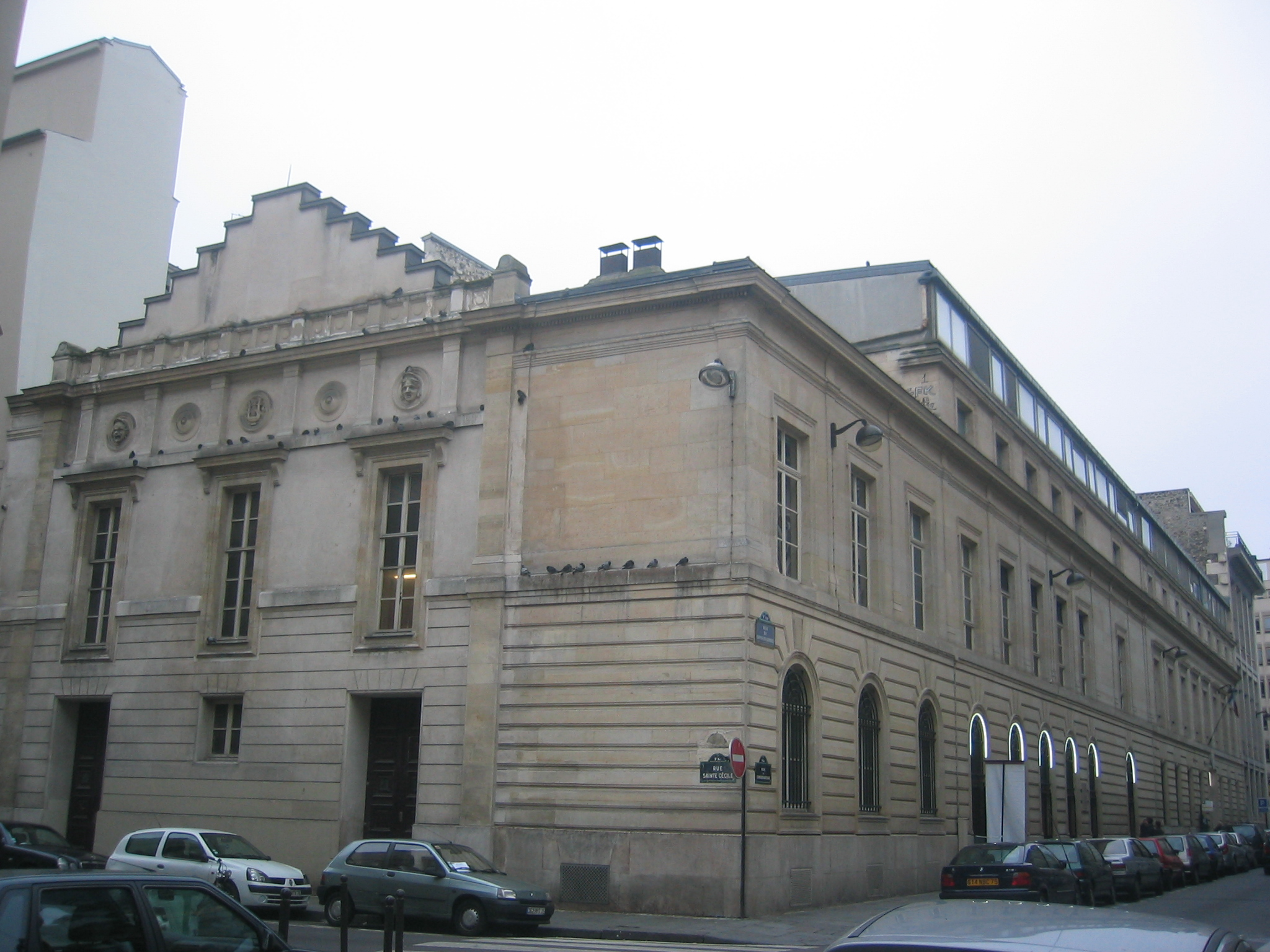
Den tidigare konservatoriebyggnaden, före 1911, som nu innehåller Théâtre du Conservatoire, (CNSAD).

Conservatoire de Paris är en högskola för dans och musik i Paris, grundad 1795. Den erbjuder utbildning i dans, musik och drama. 1946 delades skolan i två konservatorier, ett för teater och drama med namnet Conservatoire National Supérieur d'Art Dramatique (CNSAD) och ett för musik och dans Conservatoire National Supérieur de Musique et de Danse de Paris (CNSMDP). Högskolorna lyder under departementet för kultur och kommunikation.

## Historia
Pariskonservatoriets historia sträcker sig tillbaka till École Royale de Chant (Kungliga sångskolan), som grundades av Ludvig XIV den 28 juni 1669. Den rekonstituerades av tonsättaren François-Joseph Gossec 1784. 1793 slogs École Royale samman med Nationalgardets musikerutbildning till Institut National de Musique.
Nationalkonventet ombildade skolan 1795 till Conservatoire National Supérieur de Musique och konservatoriets första 350 studenter började i oktober 1796.
Sedan 1940-talet har skolan växt och blivit en av de största och mest framgångsrika musikhögskolorna i Europa.

## Conservatoire d'Art Dramatique
Teaterhögskolan är fortfarande inrymd i de historiska byggnaderna från Conservatoire de Paris på "Rue du Conservatoire" i nionde arrondissementet i Paris. I skolans teater ges regelbundet gratis föreställningar av studenterna.

## Conservatoire de Musique et de Danse
Den numera fristående högskolan för musik och dans disponerar ett nytt campus i nittonde arrondissementet.

### Berömda lärare i urval
| - Adolphe Adam (komposition 1849–1856) - Luigi Cherubini (direktör 1822–1842) - Marcel Dupré (lärare i orgel 1926–1955, direktör 1954–1956) - Gabriel Fauré (direktör 1905) - César Franck (lärare i orgel 1872–1890) - Eugene Gigout (lärare i orgel 1911–1925) - Charles Gounod (komposition) - Alexandre Guilmant (lärare i orgel 1896–1911) - Jeanne Loriod (lärare i Ondes Martenot 1970–2001) | - Rodolphe Kreutzer (lärare i violin 1795–1826) - Ivo Malec (komposition 1972–1990) - Jules Massenet (komposition, harmonilära) - Olivier Messiaen (lärare i harmonilära 1941, lärare i komposition 1966) - Pierre Pincemaille (kontrapunkt 2005-2018), - Adolphe Sax (lärare i saxofon 1858–1871) - Pierre Schaeffer (1910–1995) - Ambroise Thomas (direktör 1871–1896) - Charles-Marie Widor (lärare i orgel 1890–1896) |

### Berömda elever i urval
| - Marie-Claire Alain - Charles-Valentin Alkan - Maurice André - Jean-Pierre Aumont - Hector Berlioz - Georges Bizet - Nadia Boulanger - Pierre Boulez - Edvard Hagerup Bull - Claude Debussy - Jeanne Demessieux - Paul Dukas - Maurice Duruflé | - Marcel Dupré - George Enescu - Friedrich von Flotow - Jean Françaix - César Auguste Franck - Reynaldo Hahn - Henri Herz - Arthur Honegger - Jacques Ibert - Édouard Lalo - Jean Langlais - Raymond Lefèvre - Neville Marriner | - Olivier Messiaen - Darius Milhaud - Pierre Monteux - Gabriel Pierné - Pierre Pincemaille - Maurice Ravel - Camille Saint-Saëns - Pablo de Sarasate - Germaine Tailleferre - Jacques Thibaud - Paul Tortelier - Charles Tournemire - Louis Vierne - Ricardo Viñes |